# Doom and Gloom
Doom and Gloom ist ein Lied der britischen Rockgruppe The Rolling Stones, das im Jahr 2012 als Single, sowie auf der Kompilation Grrr! erschien. Auf diesem Greatest-Hits-Album war mit One More Shot eine weitere Neuveröffentlichung enthalten. Diese beiden Songs waren das erste neue Material der Rolling Stones seit dem 2005 erschienenen letzten Studioalbum A Bigger Bang und damit die erste Arbeit der Band im Studio seit über sieben Jahren.

## Entstehung und Text
Geschrieben wurde das Stück gemeinsam von Sänger Mick Jagger und Gitarrist Keith Richards. Produziert wurde die Aufnahme von den beiden gemeinsam mit Don Was, Jeff Bhasker und Emile Haynie. Das eröffnende Gitarrenriff wird nicht von Richards, sondern von Jagger gespielt. Die Aufnahme entstand in folgender Besetzung:
- Mick Jagger, Gesang, Gitarrenriff
- Keith Richards, Rhythmusgitarre
- Ron Wood, Leadgitarre
- Charlie Watts, Schlagzeug
- Darryl Jones, E-Bass
- Chuck Leavell, Orgel
- Jeff Bhasker, Synthesizer
- Emile Haynie, Drumcomputer

Der Text setzt sich mit einer depressiv-melancholischen Verstimmung auseinander, durch die man Situationen falsch wahrnimmt oder von leichten Begebenheiten überfordert wird. So hat das lyrische Ich zu Beginn den Traum, dass es Pilot eines Passagierflugzeugs ist, doch alle Passagiere sind betrunken oder verrückt. Er stürzt schließlich in den Sümpfen Louisianas ab, wo Zombies Jagd auf sie machen. Öfters wird wiederholt, dass das Ich sich verletzt fühlt und im Dreck sitzt. In der zweiten Strophe nimmt Jagger Bezug auf einen overseas war, möglicherweise ist der Irak-Krieg gemeint.

## Resonanz
Die Single belegte in den US-Billboard-200-Charts Rang 30. In den britischen UK Top 40 kam die Single auf Platz 61 vor. In den America’s Music Charts erreichte die Single Platz 1 in der Sektion Canada: Active Rock.
Der Rolling Stone listete den Doom and Gloom in seiner Jahresliste der besten Songs des Jahres 2012 auf Platz 18.
2014 war Doom and Gloom als Bester Rocksong des Jahres für einen Grammy Award nominiert.